# Eranthis albiflora
Eranthis albiflora är en ranunkelväxtart som beskrevs av Adrien René Franchet. Eranthis albiflora ingår i släktet vintergäckar, och familjen ranunkelväxter. Inga underarter finns listade i Catalogue of Life.